# Bijou Phillips
Bijou Phillips, född 1 april 1980 i Greenwich, Connecticut, är en amerikansk skådespelare.
Hon är dotter till musikern John Phillips. Sedan 2011 är hon gift med skådespelaren Danny Masterson.

## Filmografi
- 2000 – Almost Famous
- 2001 – Beautiful People
- 2004 – Door in the Floor
- 2005 – Kaos
- 2005 – Venom
- 2007 – Hostel: Part II
- 2008 – It's Alive